# Вулиця Баронча
Ву́лиця Баро́нча — вулиця у Шевченківському районі міста Львова, в місцевості Замарстинів. Починається від вулиці Замарстинівської у північно-східному напрямку та закінчується глухим кутом. Вулиця Садока Баронча є однією з найкоротших вулиць Львова — її довжина лише 70 м.

## Історія
Вулиця прокладена у 1920-х роках в межах міського села Замарстинів. У 1934 році її назвали на честь галицького релігійного діяча, історика та фольклориста вірменського походження Садока Баронча. Під такою назвою проіснувала до 1946 року, коли її було перейменовано на вулицю Петрашевського, на честь російського революціонера середини XIX століття, соціаліста Михайла Петрашевського. 1993 року вулиці повернено історичну назву.

## Забудова
Забудова вулиці Баронча — сецесія початку XX століття, функціоналізм міжвоєнного періоду, радянська двоповерхова барачна забудова 1950-х та початку 1960-х років. 
На вулиці розташовано декілька одно- та двоповерхових приватних садиб між якими виділяються два житлових будинки. Під № 5 — двоповерхова сецесійна кам'яниця, збудована на початку XX століття. Кам'яниця оздоблена жіночими маскаронами та скульптурами, а балкон другого поверху з невеликим аттиком тримає пара атлантів, які ніби розмовляють між собою. Під № 6 — триповерховий житловий будинок, збудований у 1950—1960-х роках.

Світлини вуличної забудови
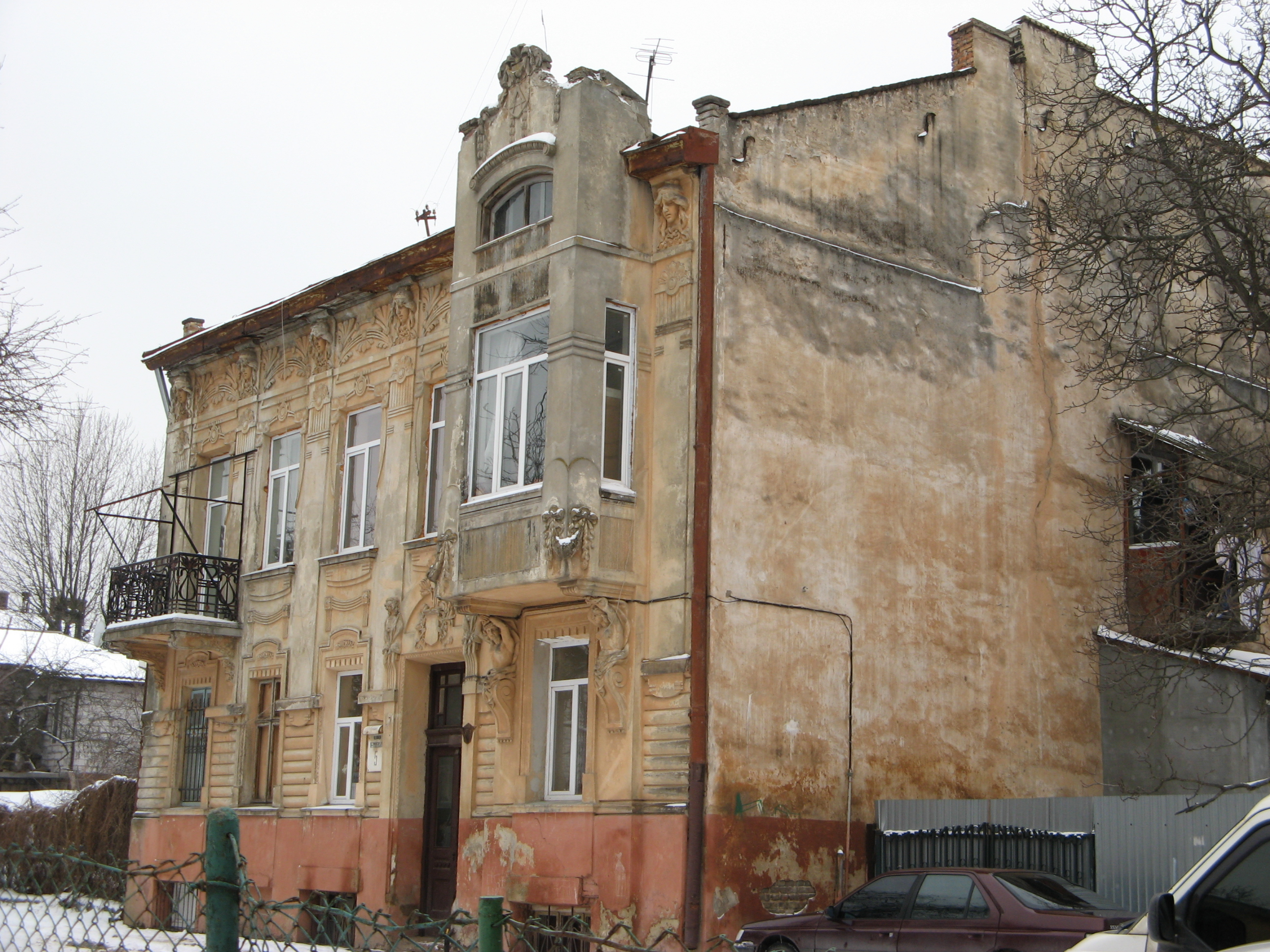
Кам'яниця (вул. Баронча, 5)
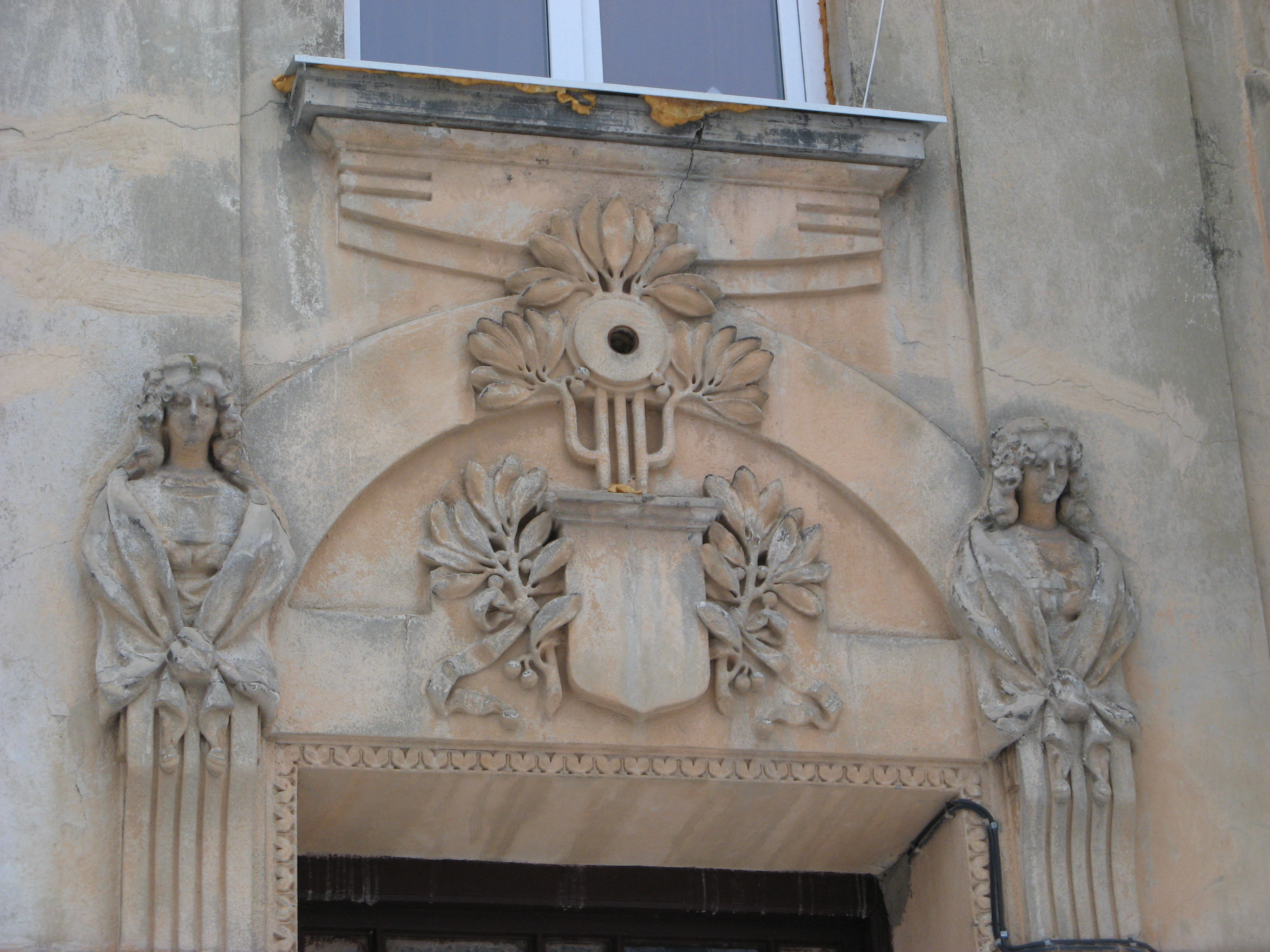
Ліпнина над входом (вул. Баронча, 5)
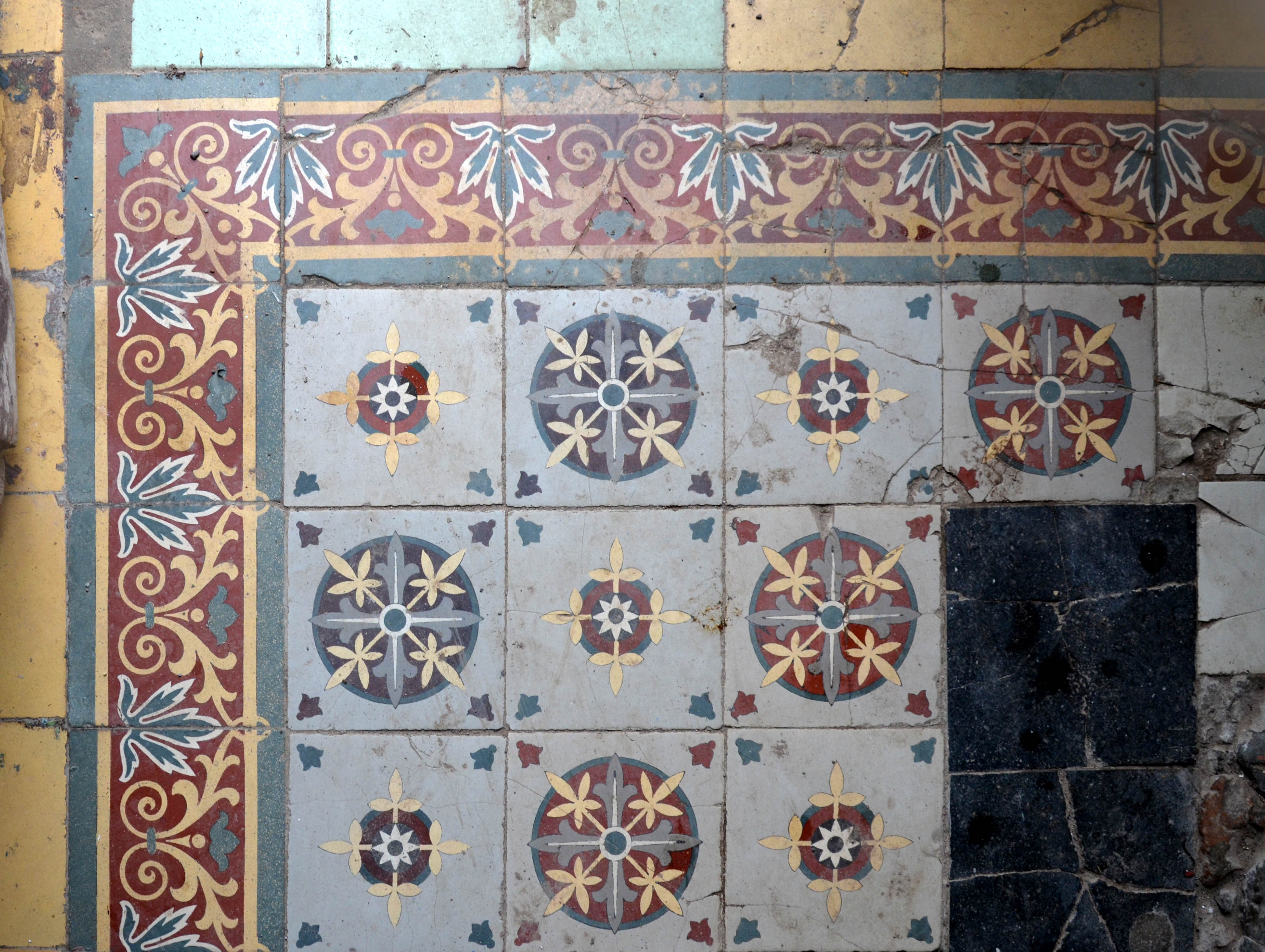
Керамічна плитка в оздобленні кам'яниці (вул. Баронча, 5)
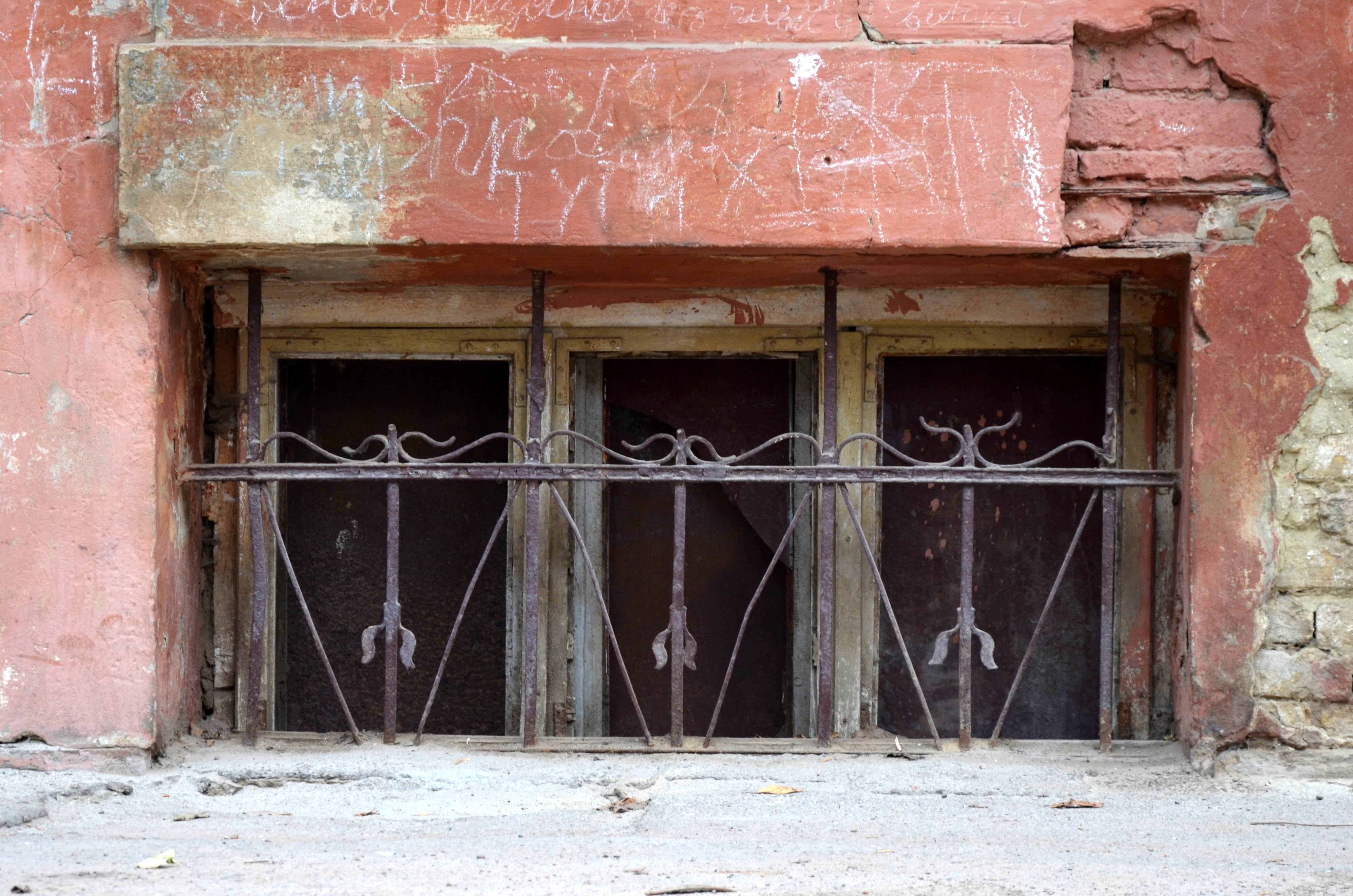
Кована віконна решітка (вул. Баронча, 5)
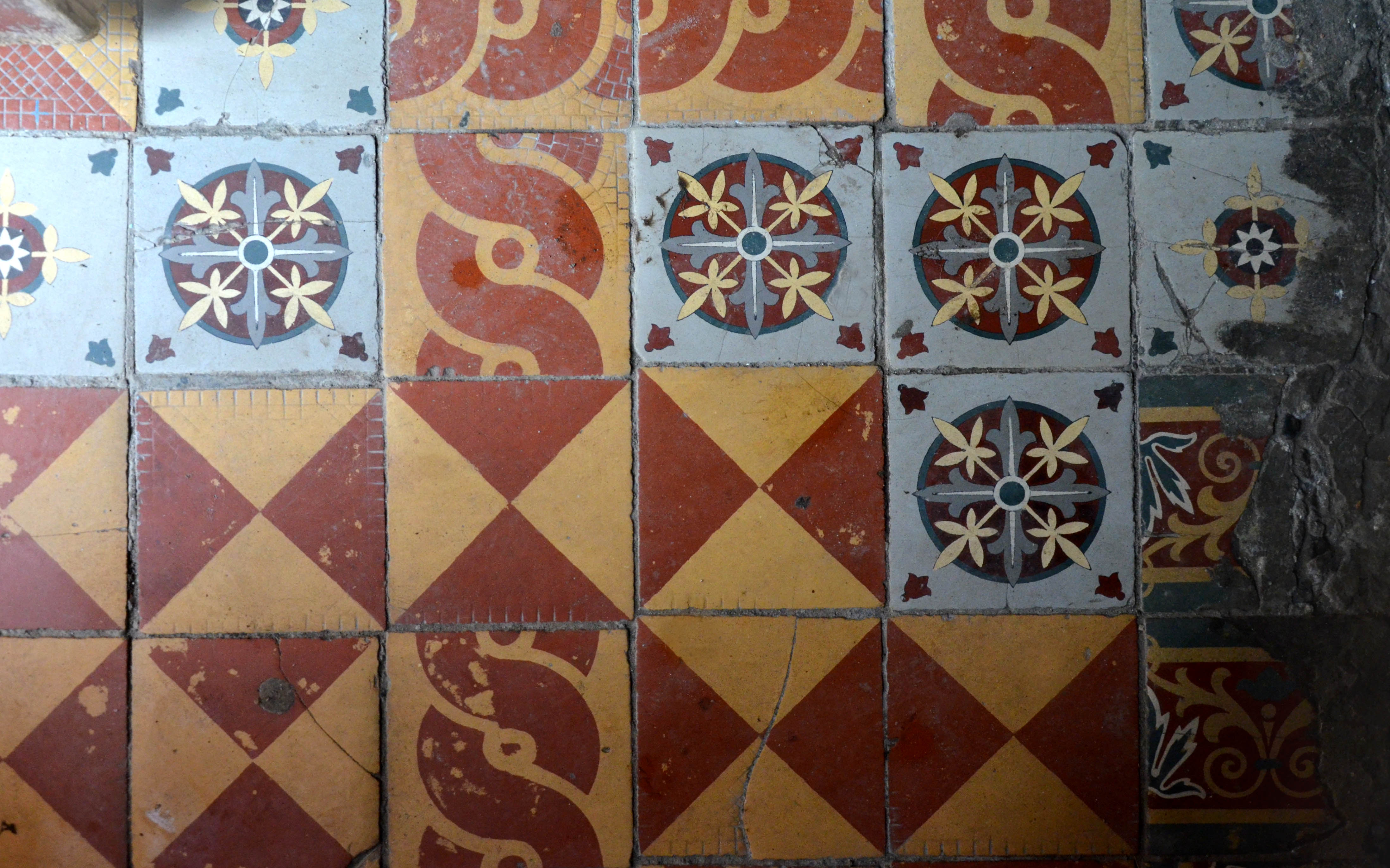
Керамічна плитка в оздобленні кам'яниці (вул. Баронча, 5)
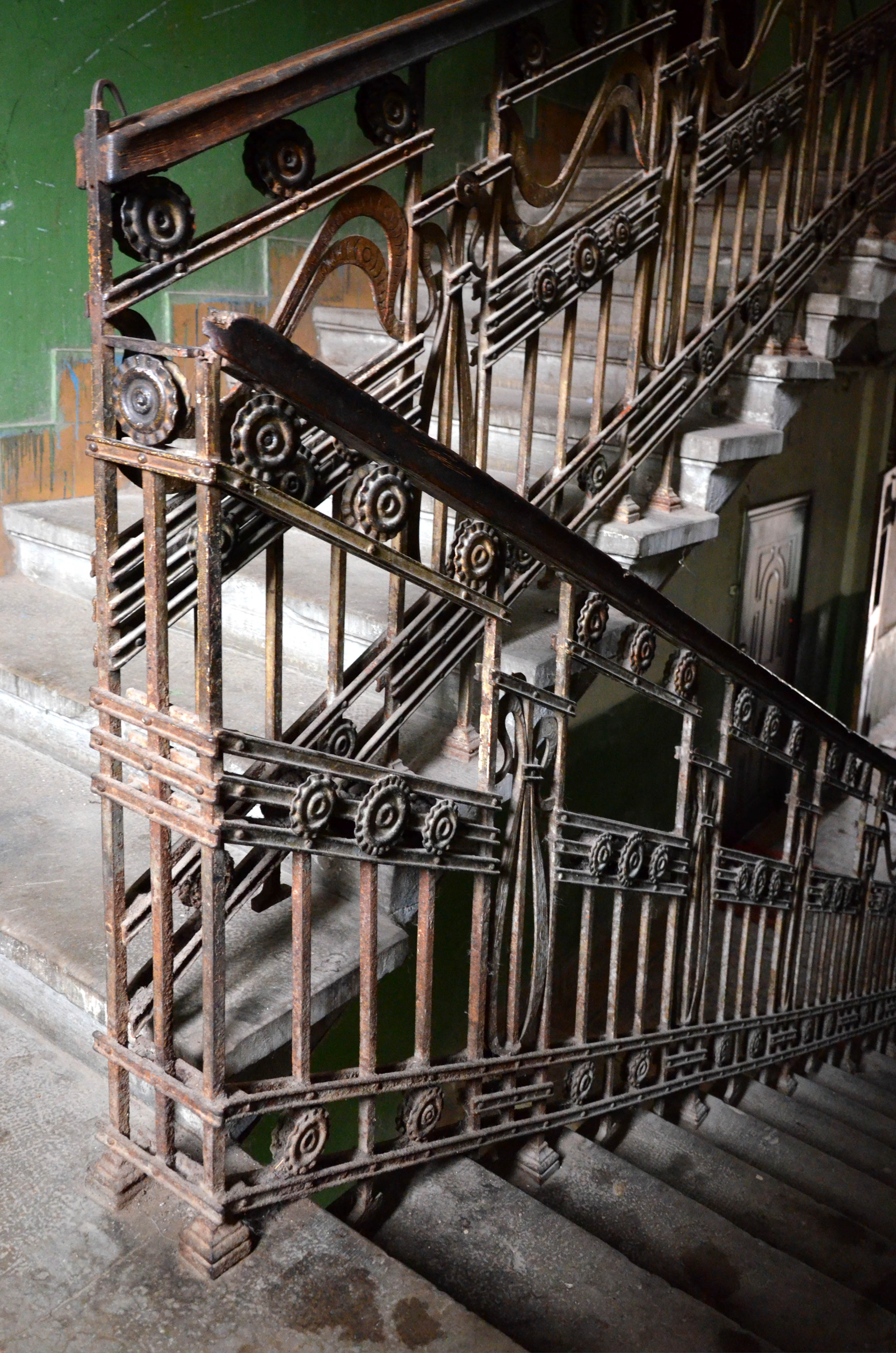
Ковані поручні сходів (вул. Баронча, 5)